# Аун Сан

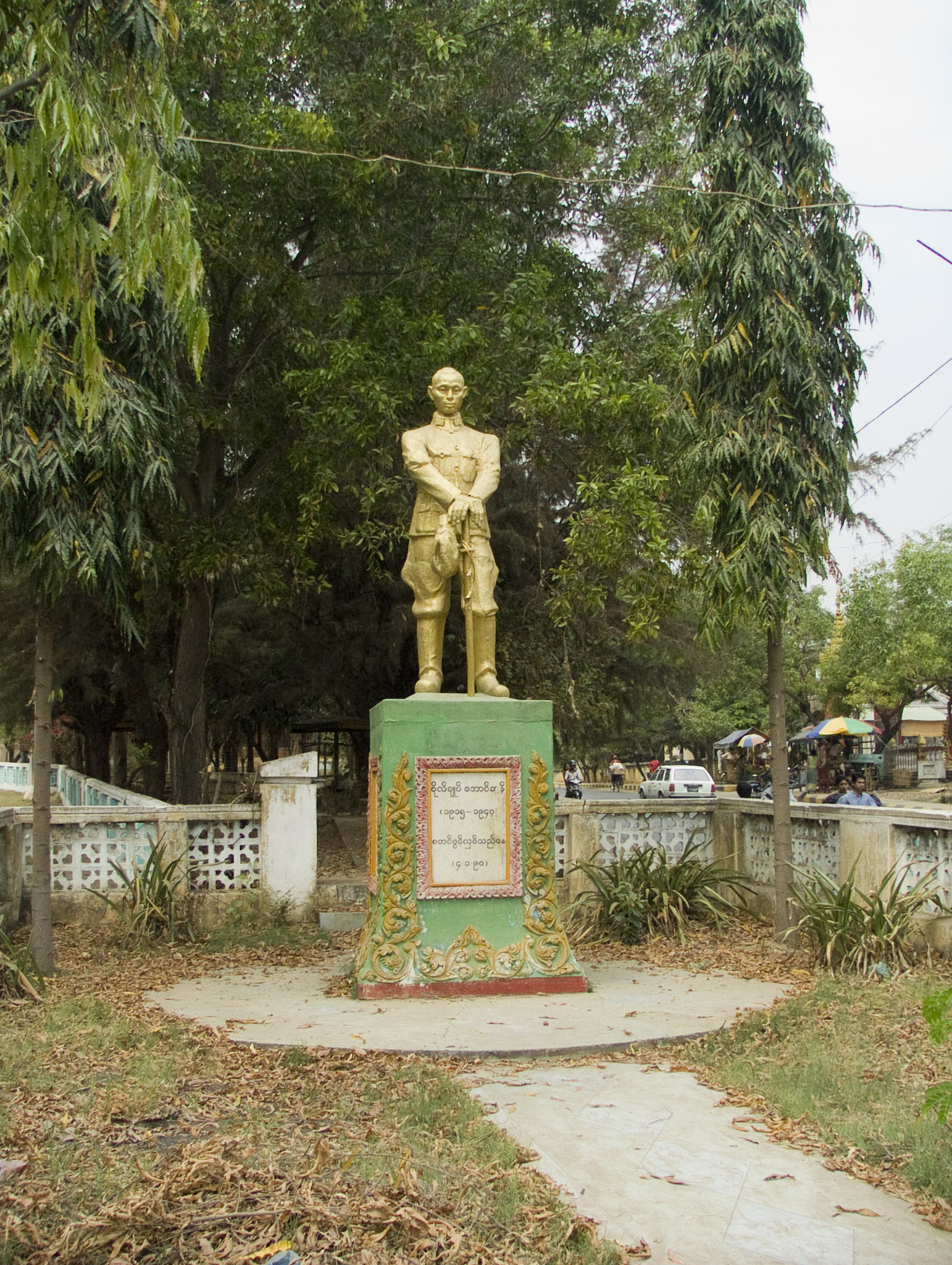
Статуя

Ау́н Сан (бирм. အောင်ဆန်း, 13 февраля 1915, Натмаук — 19 июля 1947, Рангун, ныне Янгон) — бирманский генерал, политический деятель, революционер, в 1941—1947 руководитель борьбы за национальную независимость от Японии и Британской империи. Основатель Коммунистической партии Бирмы и Антифашистской лиги народной свободы. Национальный герой Бирмы (современной Мьянмы). Отец Аун Сан Су Чжи, мьянманского политического деятеля, бывшего лидера оппозиции военной хунте, и позже — государственного советника Мьянмы.

## Биография
Аун Сан родился в семье адвоката, в 1932—1937 получал образование в Рангунском университете. В студенческой среде подробно ознакомился с идеями марксизма и гандизма, определявшими атмосферу антиимпериалистической борьбы в колониальных и полуколониальных странах Азии. В феврале 1936 он был исключён из университета по политическим причинам, и организовал студенческую забастовку, принудив руководство университета пойти на уступки. В 1938 Аун Сан стал руководителем Всебирманского студенческого союза.
Сам Аун Сан активно включился в национально-освободительную борьбу бирманского народа против британского владычества с 1937. В 1938 вступил в «партию такинов», Добама асиайон, — общественно-политическую организацию, объединявшую преимущественно радикальное студенчество и интеллигенцию в легальной борьбе за национальное освобождение Бирмы. За считанные месяцы превратился из рядового члена в генерального секретаря «партии такинов». Успехи Добама асиайон в подрывной деятельности, направленной против колониальной администрации, усилили британские репрессии. В сложившихся условиях левое крыло Добама асиайон во главе с Аун Саном приступило к созданию Коммунистической партии Бирмы (учредительный съезд 15 августа 1939), первым генеральным секретарём которой стал сам Аун Сан (находился на этом посту в 1939—1940).
В результате преследований со стороны британских колониальных властей бежал в Китай, а потом в Японию. Разделяя заблуждения значительной части радикального национального-освободительного движения колониальных стран (Анвара Садата в Египте, Субхаса Чандры Боса в Индии, Сукарно в Индонезии), Аун Сан полагал, что сотрудничество со странами-агрессорами позволит освободиться от колониальной власти европейских государств. Поэтому с началом японской агрессии на Дальнем Востоке, ознаменовавшем собой возникновение Тихоокеанского театра Второй мировой войны, Аун Сан поддержал антибританские настроения радикальных группировок, идущих на сотрудничество с Японией для завоевания независимости Бирмы.
С одобрения Аун Сана бирманскими патриотами было заключено соглашение с японцами, по которому Япония обязывалась гарантировать независимость Бирмы, а Бирма, в свою очередь, — выступить в войне на стороне Японии. С целью создания национальной армии Бирмы группа из 30 молодых патриотов (так называемых «тридцати товарищей») была направлена на военную стажировку в Японии. В феврале 1941 Аун Сан вернулся в Бирму с предложениями и финансовой поддержкой от японского правительства. В декабре с помощью подпольной разведгруппы Минами он, опираясь на японскую поддержку, преобразовал бирманское национальное ополчение в Армию независимости Бирмы (АНБ; BIA) в Бангкоке (Таиланд) и принял звание генерал-майора.
В 1941—1942 на территории Таиланда, Японии и Индокитая Аун Сан занимался подготовкой командных кадров, предназначавшихся для командования Армией независимости Бирмы в войне против Великобритании. Рангун был занят японскими войсками в марте 1942, а потом японцы оккупировали всю страну. После вторжения в Бирму японских войск Аун Сан был назначен главнокомандующим АНБ в мае 1942. В июле он реорганизовал АНБ в Армию обороны Бирмы (АОБ; BDA). Во время визита в Японию он был награждён орденом Восходящего солнца.
1 августа 1943 японцы провозгласили «независимое» Государство Бирма, в правительстве которого Аун Сан получил пост министра обороны, а её армия была переименована в Национальную армию Бирмы. Однако хищническая суть японской оккупации, зверства японцев в «Великой восточной сфере сопроцветания», в которую была включена и Бирма, подкреплённые успехами антигитлеровской коалиции, убедили Аун Сана и его соратников в нарушении Японией взятых обязательств и необходимости подготовки масштабного антияпонского восстания. Убедившись, что целью японцев являлось не предоставление Бирме независимости, а её оккупация, Аун Сан, оставаясь руководителем союзнической японцам Национальной армии и продолжая входить в формально лояльное к Японии псевдонезависимое правительство Бирмы, вместе с соратниками создал бирманское Движение Сопротивления.
В ноябре 1943 Аун Сан начал переговоры с британской разведкой о возможности участия своей армии в боевых действиях против японцев. 1 августа 1944 в своей речи по поводу годовщины предоставления японцами «независимости» Аун Сан заявил, что «независимость» на самом деле фиктивная. В августе 1944 «тридцатью товарищами» и приближёнными к ним Коммунистической и Народной революционной (впоследствии Социалистической) партиями в подполье была создана Антифашистская лига народной свободы, ставившая своей целью ликвидацию любого иностранного колониального владычества — как британского, так и японского. Президентом АЛНС был избран Аун Сан.
С приближением британских войск 27 марта 1945 бирманские войска выступили против японцев в союзе с британцами. Аун Сан возглавил антияпонское восстание Национальной армии, поддержанное большинством населения страны. 15 июня Национальная армия Бирмы одержала победу и соединилась с британскими вооружёнными силами. Среди ближайших соратников Аун Сана в освободительной борьбе видное место занимали У Ну, в будущем первый премьер Бирмы, и Не Вин, впоследствии ставший авторитарным диктатором и главным противником дочери Аун Сана Су Чжи, возглавившей борьбу за демократию в Бирме.
После капитуляции Японии 2 сентября 1945 Аун Сан выступал против восстановления британских колониальных учреждений в Бирме. С сентября 1946 отстаивал бирманские интересы в диалоге с британцами, являясь заместителем председателя Исполнительного совета при губернаторе и советником по вопросам обороны и внешних сношений. Занимаясь урегулированием юридического оформления независимости Бирмы, Аун Сан на некоторое время отошёл от руководства коммунистами и АЛНС, что мгновенно отразилось на сплочённости левого движения в стране — Компартия раскололась на ряд левых группировок, крупнейшими из которых были «Белый флаг» и «Красный флаг», после чего последовал разрыв между коммунистами и социалистами.
В январе 1947 Аун Сан начал переговоры с Великобританией о предоставлении независимости Бирмы. На переговорах с лейбористским правительством Клемента Эттли он достиг консенсуса в вопросе проведения в апреле 1947 свободных выборов в Учредительное собрание Бирмы, которому предстояло проголосовать за независимость Бирмы. Аун Сан подписал Панлонское соглашение с руководителями других национальных группировок о создании единой Бирмы. В апреле 1947 Антифашистская лига получила подавляющее большинство мест на выборах в Учредительное собрание Бирмы (парламент), и Аун Сан начал вести работу по восстановлению страны. На несколько месяцев в 1947 Аун Сан фактически возглавил «переходное правительство» Бирмы.
Принимал активное участие в разработке конституции Бирмы, обеспечении государственного суверенитета и неделимости Бирмы и разработке планов социально-экономического развития страны. Аун Сан выступал за единство действий социалистов, коммунистов и других левых групп ради внедрения демократических прав и свобод, а также за некапиталистический путь развития страны.
Во время собрания Исполнительного комитета 19 июля 1947 Аун Сан и шесть членов правительства (Исполнительного Совета) были убиты правыми заговорщиками У Со. 4 января 1948 Бирма получила независимость.
Кроме Аун Сана в тот день были убиты Ба Чо, Ман Ба Кхаин, Ба Вин, Такин Мья, У Разак, Сао Сан Тхун, Оун Маун, Ко Тхве.

## Семья

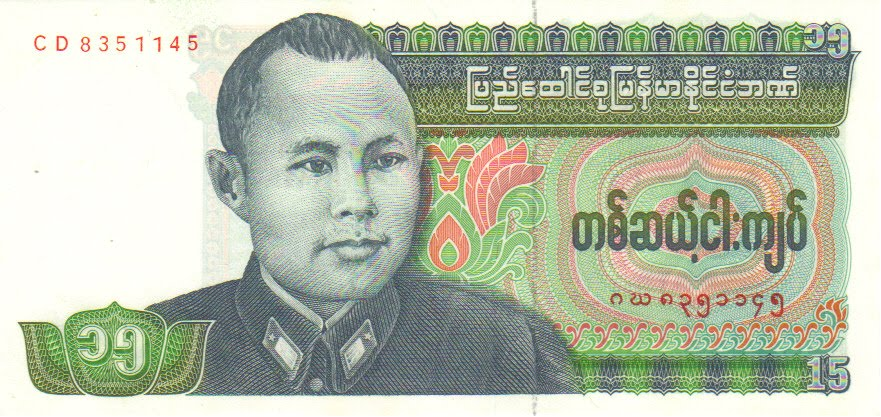
Купюра в 15 кьят. 1975 год

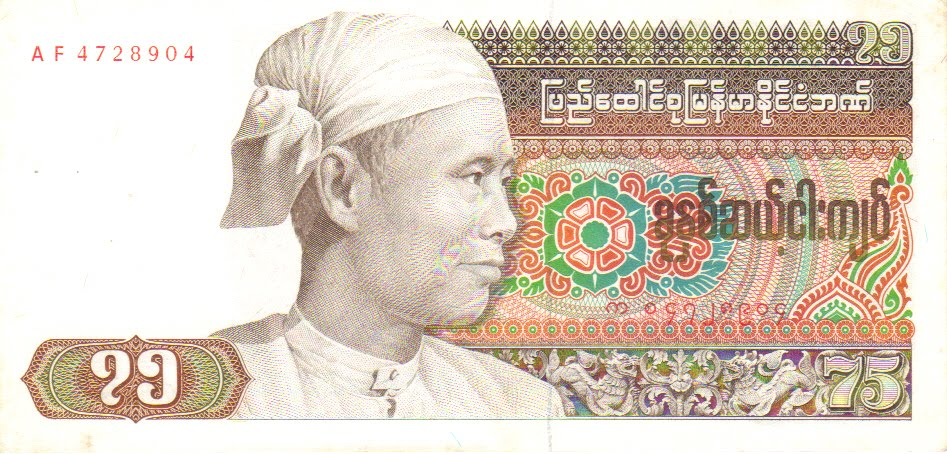
Купюра в 75 кьят. 1979 год

Дочь Аун Сана Аун Сан Су Чжи с 1988 года является лидером Национальной лиги за демократию, во время правления военной хунты (1988—2011) — основной оппозиционной партии, а с 2012 года — правящей партии. С 2016 года и до переворота в феврале 2021 она занимала пост государственного советника Мьянмы (должность, аналогичная премьер-министру), а также ряд министерских постов.

## Память
День гибели Аун Сана, 19 июля, отмечается в Мьянме как государственный памятный день — День великомучеников (Азаниней). Имя Аун Сана используется как официальной пропагандой, так и либеральной и левой оппозицией, выступающей за демократизацию.
Портреты Аун Сана изображаются на денежных знаках Бирмы/Мьянмы разных достоинств и годов выпуска.
В честь генерала назван стадион в Янгоне.